# Sciophila quadratula
Sciophila quadratula är en tvåvingeart som först beskrevs av Friedrich Hermann Loew 1870.  Sciophila quadratula ingår i släktet Sciophila och familjen svampmyggor. Inga underarter finns listade i Catalogue of Life.